# Indol
|  |  |

|  |  |

Az indol nitrogéntartalmú heterociklusos vegyület, benzolgyűrűvel kondenzált pirrolgyűrűt tartalmaz. Színtelen (fehér színű), kellemetlen szagú (nagy hígításban kellemes illatú) szilárd anyag. Hideg vízben rosszul, szerves oldószerekben (alkoholban, éterben, benzolban) jól oldódik. Kémiai tulajdonságai a pirrolhoz hasonlóak, például a pirrolgyűrű nitrogénatomja inkább savas, mint bázisos jellegű. Amfoter vegyület. A természetben az indol a kőszénkátrányban és néhány virág illóolajában fordul elő. A természetben számos származéka megtalálható (például triptofán, szerotonin, indolvázas alkaloidok). Neve az indigóból ered, mert először az indigó lebontásakor sikerült előállítani.

## Története
Az indolt először Baeyer állította elő indigóból 1866-ban. Rájött arra, hogy az indigó erélyes oxidációjakor keletkező izatin oxindollá redukálható, majd az oxindol cinkkel történő redukciójakor indol keletkezik.

## Kémiai tulajdonságai
Az indol aromás jellegű, amfoter vegyület. Kémiai tulajdonságai a pirrolhoz hasonlítanak. A pirrolhoz hasonlóan nagyon gyenge bázis. Savas jellegű vegyület, nátrium vagy nátrium-amid hatására nátriumsóvá alakítható. Grignard-reagens hatására indolil-magnézium-halogenidekké alakul. Az indolnak ezek a sói víz hatására gyorsan indollá hidrolizálnak.
Aromás jellegű vegyület, jellemzőek rá az aromás elektrofil szubsztitúciók. A szubsztitúció legkönnyebben a heterogyűrűn megy végbe a 3-as helyzetű szénatomon. Ha ez a hely foglalt, a szubsztitúció 2-es helyzetben történik. Az indol fontos szubsztitúciós reakciója a Mannich-reakció. A reakcióban az indol formaldehid és dimetil-amin hatására graminná (3-dimetilamino-metil-indollá) alakul. A gramin triptofán és heteroauxin szintézisére használható.
Az indol dimetil-formamiddal formilezhető (formilcsoport építhető be a molekulába).

Az indol pirrolgyűrűje katalizátor jelenlétében hidrogénnel telíthető, indolin keletkezik. Az indolin színtelen, folyékony vegyület, az indolnál lényegesen erősebb bázis.

## Előállítása
Az indolszármazékok előállításának régi módja a Fischer-szintézis. A szintézis során aldehidek, ketonok vagy ketokarbonsavak észtereinek a fenil-hidrazonja alakul át indolszármazékká cink-klorid hatásara. Az indolnak és az indolszármazékoknak számos szintézise ismeretes.

## Fontos indolszármazékok
- A gramin a természetben különböző növényekben fordul elő. Először árpacsírából állították elő. Erős fiziológiai hatása van, a központi idegrendszert izgatja. Az indolból Mannich-reakció során keletkezik. Heteroauxin és triptofán állítható elő belőle.
- A szerotonin a növény-és állatvilágban egyaránt elterjedt vegyület. A biogén aminok közé tartozik. Triptofánból képződik hidroxilezés és dekarboxilezés útján. A hormonális neurotranszmitterek közé tartozik. A szerotonin emeli a vérnyomást és fokozza a bélmozgást. Az idegsejtekben is előfordul, szerepet játszik az ingerületátvitelben.
- A triptofán a 20 fehérjeeredetű aminosav egyike.
- A heteroauxin vagy 3-indol-ecetsav növényi hormon, a növények növekedését serkenti. Színtelen, szilárd vegyület. Vízben rosszul, alkoholban és éterben jól oldódik.